# Extraño ser
«Extraño ser» es el quinto tema de álbum, Sueter 5, editado en el año 1995 por el grupo de rock argentino Suéter. Junto con "Amanece en la ruta", es la canción más famosa y la más difundida del grupo y uno de los últimos éxitos de dicha agrupación. Fue escrita e interpretada por Miguel Zavaleta.

## Historia
La canción fue escrita en el año 1984 y Miguel ya la tocaba con su banda paralela llamada Los Proxenetas Prófugos, (sin haberla registrado en ningún material discográfico). Según el propio autor, Miguel Zavaleta, la canción está dedicada a la cantante y fotógrafa Hilda Lizarazu, debido a que a principios de los años 80 fueron pareja. Curiosamente en 1988, la canción fue popularizada al ser interpretada por Lizarazu con su banda Man Ray en su álbum debut homónimo, editado ese mismo año y que contó como primer corte de difusión. En el año 1995, con el retorno del grupo Suéter, Zavaleta la grabó a dúo con Andrés Calamaro, quien también produjo el álbum Sueter 5, pero con la letra original que compuso Zavaleta, que es bastante diferente a la que había interpretado Lizarazu. Al igual que el dúo pop anteriormente mencionado, la canción también sería lanzado como primer corte de difusión en 1995. 
La letra refiere a una persona que le canta una canción de amor a otra, como si fuese una especie de admirador secreto. En ella, anhela tener a ese ser amado a su lado, para poder estar juntos.

## Letra
La letra implementada por el grupo es más corta y con una letra distinta a la que compuso Zavaleta, la versión de Lizarazu es:
| Versión de Man Ray | Original de Miguel Zavaleta |
| --- | --- |
| Cuantos días deberán pasar, Cuantas horas más tendremos que esperar, Extraño ser, No puedo hablarte, Adorable ser. Cuanta gente vuela por aquí, Cuantos seres que no son igual a mí. Mirando el tren, Tus ojos viajan, Y yo espero ver. Estribillo Que estás, tan cerca mío, cerca mío. | Cuantos días deberán pasar, Cuantas horas más tendremos que esperar, Extraño ser, estoy tan solo, adorable ser. Cuanta gente anda por aquí, Cuantos cientos de ellos son igual a mi, Mirándote, estoy tan solo, Adorable ser te quiero cerca mío, Cerca mía, cerca mío, cerca mío. Aunque intento no puedo olvidar, Que estar cerca tuyo es la felicidad, Extraño ser, estoy tan solo, adorándote. Cuantas cosas que son realidad, Yo quisiera que no existan nunca más, Mirándote, estoy tan solo, Adorable ser, te quiero cerca mío, Cerca mío, cerca mío. Cuantos días deberán pasar, Cuantas horas más tendremos que esperar, Mirándote, estoy tan solo, adorable ser. Cuanta gente anda por aquí, Cuantos cientos de ellos son igual a mi, Mirándote, estoy tan solo, esperándote. Cuantos días deberán pasar, Cuantas horas más tendremos que esperar, Extraño ser, te estoy amando, adorable ser. Aunque luego antes de amanecer, Al final de todo yo veo otra vez, Extraño ser, estoy tan solo, adorable ser, Te quiero cerca mío, si, cerca mío, Cerca mío, cerca mío. |

## Videoclip
El videoclip fue dirigido por Daniel García Morano y se puede ver a Suéter junto a Calamaro interpretando el tema en donde se ven imágenes de retrospectiva junto a una muchacha (el «Extraño ser») y a sus recuerdos de la infancia.

## Otras versiones

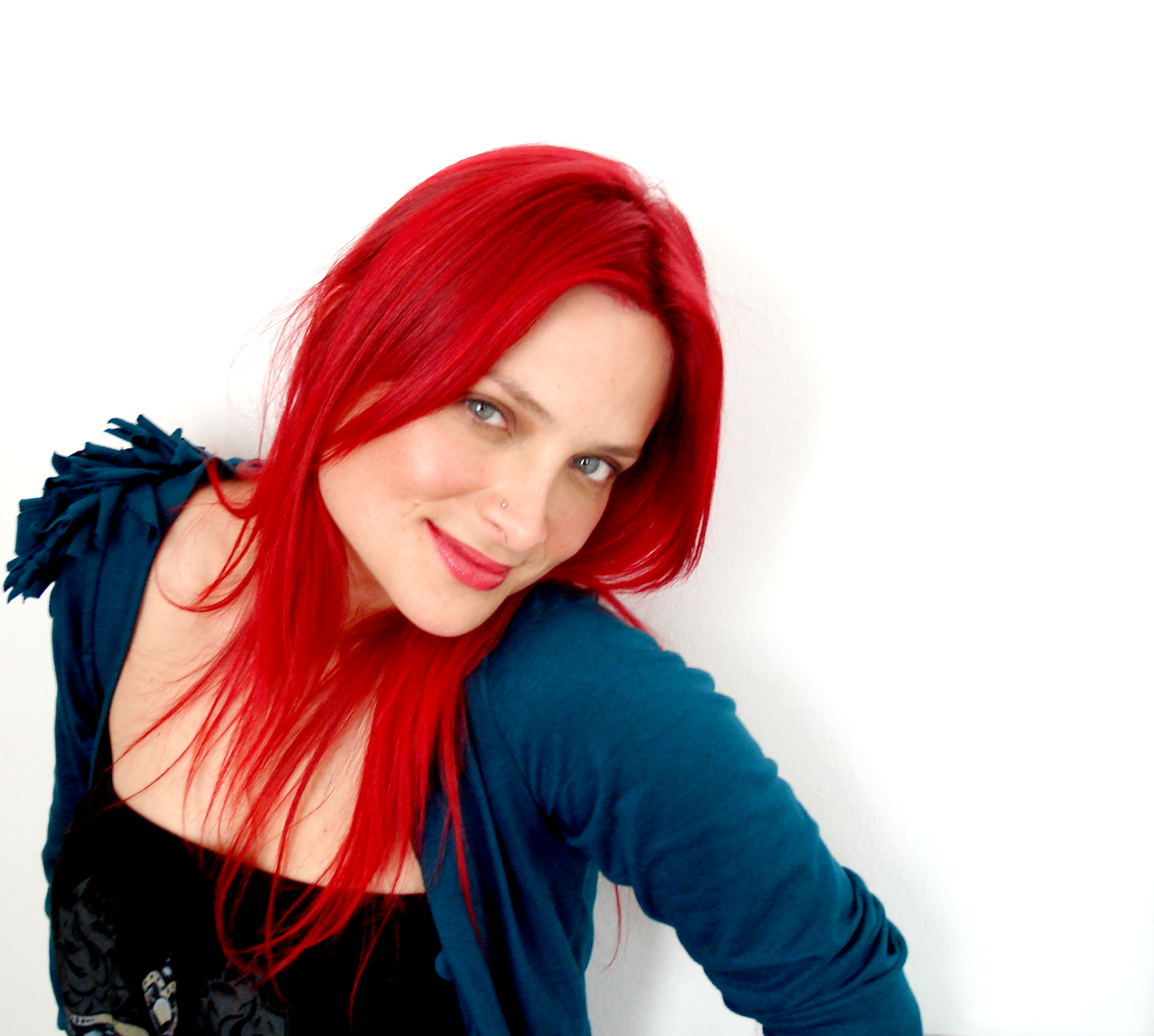
Nicole la grabó en su segundo disco de 1994.

- El dúo Man Ray la interpretó en su álbum debut Man Ray del año 1988.
- La cantante chilena llamada Nicole, la grabó en su segundo disco Esperando nada del año 1994.
- El grupo de rock Suéter la grabó a dúo con Andrés Calamaro en el disco Sueter 5 del año 1995. Esta versión sería la definitiva.

## Posicionamiento en listas

### Versión de Nicole
| Lista (1996) | Mejor posición |
| ------------ | -------------- |
| Chile (UPI)  | 6              |